# La rosa de Versalles (pel·lícula)
La Rosa de Versalles (títol original en japonès, ベルサイユのばら; hepburn, Berusaiyu no Bara) és una pel·lícula romàntica d'animació japonesa de 2025 produïda per MAPPA i distribuïda per Toho Next i Avex Pictures, basada en el manga de 1972 de Riyoko Ikeda. Dirigida per Ai Yoshimura i escrita per Tomoko Konparu, la pel·lícula incorpora les veus originals de Miyuki Sawashiro, Aya Hirano, Toshiyuki Toyonaga i Kazuki Kato. Es va estrenar al Japó el 31 de gener de 2025. S'ha subtitulat al català.

## Trama
A finals del segle XVIII, quatre persones —Oscar François de Jarjayes, una general dona criada com un fill; Maria Antonieta, filla de l'emperadriu austríaca destinada a convertir-se en reina, André Grandier, amic d'infància de l'Oscar, i Hans Axel von Fersen, un aristòcrata suec— es troben a Versalles i viuen els seus respectius destins mentre són arrossegats per les marees de l'època.

## Producció
El setembre de 2022, es van anunciar plans per adaptar La Rosa de Versalles per celebrar el 50è aniversari de la sèrie. El juliol de 2024, es va anunciar que MAPPA produiria la pel·lícula, amb Ai Yoshimura en la direcció i Tomoko Konparu ocupant-se del guió. A més, es va confirmar que Miyuki Sawashiro posaria veu a Oscar, amb Aya Hirano, Toshiyuki Toyonaga i Kazuki Kato com a Maria Antonieta, André Grandier i Hans Axel von Fersen, respectivament.  L'octubre, Shunsuke Takeuchi, Takuya Eguchi i Miyu Irino es van unir al repartiment com a Alain de Soissons, Florian de Gerodelle i Bernard Châtelet. Un mes més tard, es va anunciar el càsting de Fukushi Ochiai com a Lluís XVI, Banjō Ginga com a general Jarjayes i Mayumi Tanaka com a Maron Glacé Mont Blan. També es va anunciar un càsting addicional poc abans de l'estrena de la pel·lícula.
El tema principal de la pel·lícula és «Versailles» interpretat per la cantant Ayaka.